# Cacamatzin
Cacamatzin (1483 - 1520) was koning van Acolhuacan, een deelstaat van het Azteekse Rijk.
Cacamatzin was een zoon van de vorige koning Nezahualpilli en van een van diens vele Maîtresses. Volgens de traditie werden de koningen van Acolhuacan gekozen door de adel. De verkiezing van Cacamatzin in 1515 geschiedde waarschijnlijk onder druk van Motecuhzoma II, de Azteekse hueyi tlahtoani (keizer).
Cacamatzin werd gewurgd door soldaten van de Spaanse veroveraar Hernán Cortés, omdat hij een opstand geleid had en waarschijnlijk ook om goud van hem los te krijgen.
Cacamatzins halfbroer Ixtlilxochitl II werd door Cortés Fernando gedoopt en aangewezen tot nieuwe koning van Acolhuacan.